# Thelma – Rache war nie süßer
Thelma – Rache war nie süßer (Originaltitel Thelma) ist eine Action-Drama-Komödie von Josh Margolin. Die Hauptrollen übernahmen June Squibb, Richard Roundtree und Fred Hechinger. Die Weltpremiere fand im Januar 2024 beim Sundance Film Festival statt. Der US-Kinostart erfolgte im Juni 2024, in Deutschland im Oktober 2024.

## Handlung
Die 93-jährige Thelma Post ist seit zwei Jahren Witwe. Eines Tages erhält sie einen Anruf von einem jungen Mann, der behauptet, ihr Enkel zu sein, und von einem Autounfall erzählt. Die Stimme am anderen Ende klingt für Thelma seltsam, doch sie liebt ihren echten Enkel Danny so sehr, dass sie darauf hereinfällt. Der junge Mann leitet Thelma an seinen „Anwalt“ weiter, der sie wiederum anweist, 10.000 Dollar in bar an ein privates Postfach zu schicken, was sie auch tut.
Als Thelma ihrem Enkel davon erzählt und erkennt, dass sie auf einen Betrüger reingefallen ist, beruhigt sie Danny, denn sie sei wenigstens nicht verletzt. Thelma jedoch kann die Sache nicht auf sich beruhen lassen und lässt sich von Danny, der jedoch derzeit keinen physischen Führerschein besitzt, ins Altersheim fahren. Dort leiht sie sich von Ben, einem Freund ihres verstorbenen Mannes, dessen Elektroscooter, und gemeinsam machen sie sich auf die Suche nach dem Täter und ihrem Geld.
Als Thelma nach der vereinbarten halbstündigen Besuchszeit nicht zu Danny, der im Auto gewartet hat, zurückkehrt, beginnt eine verzweifelte Suche nach Thelma und Ben, in die am Ende auch die Polizei einbezogen wird, sowie eine familiäre Krise. Durch einen Notfallknopf wird kurzzeitig ein Standort an die Familie gesendet und sie nehmen die Verfolgung auf; Thelma und Ben fliehen.
Sie fahren mit dem Scooter zu ihrer dementen Freundin Mona. Während Ben sie in ein banales, einseitiges Gespräch verwickelt, bestreitet Thelma den beschwerlichen Weg durch das Haus, um ihre Pistole zu besorgen, um auf alles vorbereitet zu sein.
Weil Thelma die Handbremse vom Scooter nicht angezogen hat, bevor sie abgestiegen ist, ist er auf die Straße gerollt und wurde durch ein fahrerflüchtiges Auto zertrümmert. Ben und Thelma zerstreiten sich und er geht.
Nachdem sie am Ortsrand gestolpert und hingefallen ist, kommt irgendwann Ben, leistet erste Hilfe und hilft ihr auf. Sie begegnen zufällig Lois und einer Freundin, die sie im Auto mitnehmen. Sie lassen sich zur Ups-Packstation in der San Fernando Road 1534 fahren. Dort warten sie, bis ein junger Mann das betreffende Fach 21 öffnet.
Sie verfolgen ihn zu einem Laden. In einem Hinterzimmer befindet sich eine Telefonzentrale, wo der junge Mann, Michael, sowie ein älterer Mann mit Sauerstoffbrille, Harvey, die Enkeltricks durchführen. Thelma konfrontiert sie mit dem Vorwurf, wird aber bedroht. Als sie die Polizei ruft, wird ihr das Telefon weggeschlagen und sie eingeschüchtert.
Thelma lenkt Harvey ab und bedroht ihn mit der Pistole. Michael flieht, Ben kann ihn vor der Tür aber aufhalten bzw. überwältigen. Thelma kennt sich nicht mit dem Computer aus, daher ruft sie ihren Enkel an und weist ihn an, alleine herzukommen. Telefonisch hilft er ihr, das Geld mit dem Computer vor Ort wiederzubeschaffen. Da Harvey, dessen Laden aufgrund des Onlinehandels nichts abwirft, ihr leidtut und er sie anfleht, überweist Thelma nur 9.500 $ zurück und überlässt ihm 500 $. Danach zerschießt sie den Computer. Als Ben mit Michael dazukommt, belehrt sie Michael und Harvey, ihr Leben in den Griff zu bekommen. Michael flieht, während Harvey zurückbleibt. Draußen entsorgt Thelma eine Zigarette, die sie Harvey entzogen hat, in einer Mülltonne, die daraufhin hinter Ben und Thelma explodiert, wovon sie allerdings nichts mitbekommen. Ben und Thelma werden von Danny abgeholt und fahren zurück ins Altersheim, wo alle über ihre Rückkehr erleichtert sind.

## Produktion

### Filmstab, Besetzung und Synchronisation

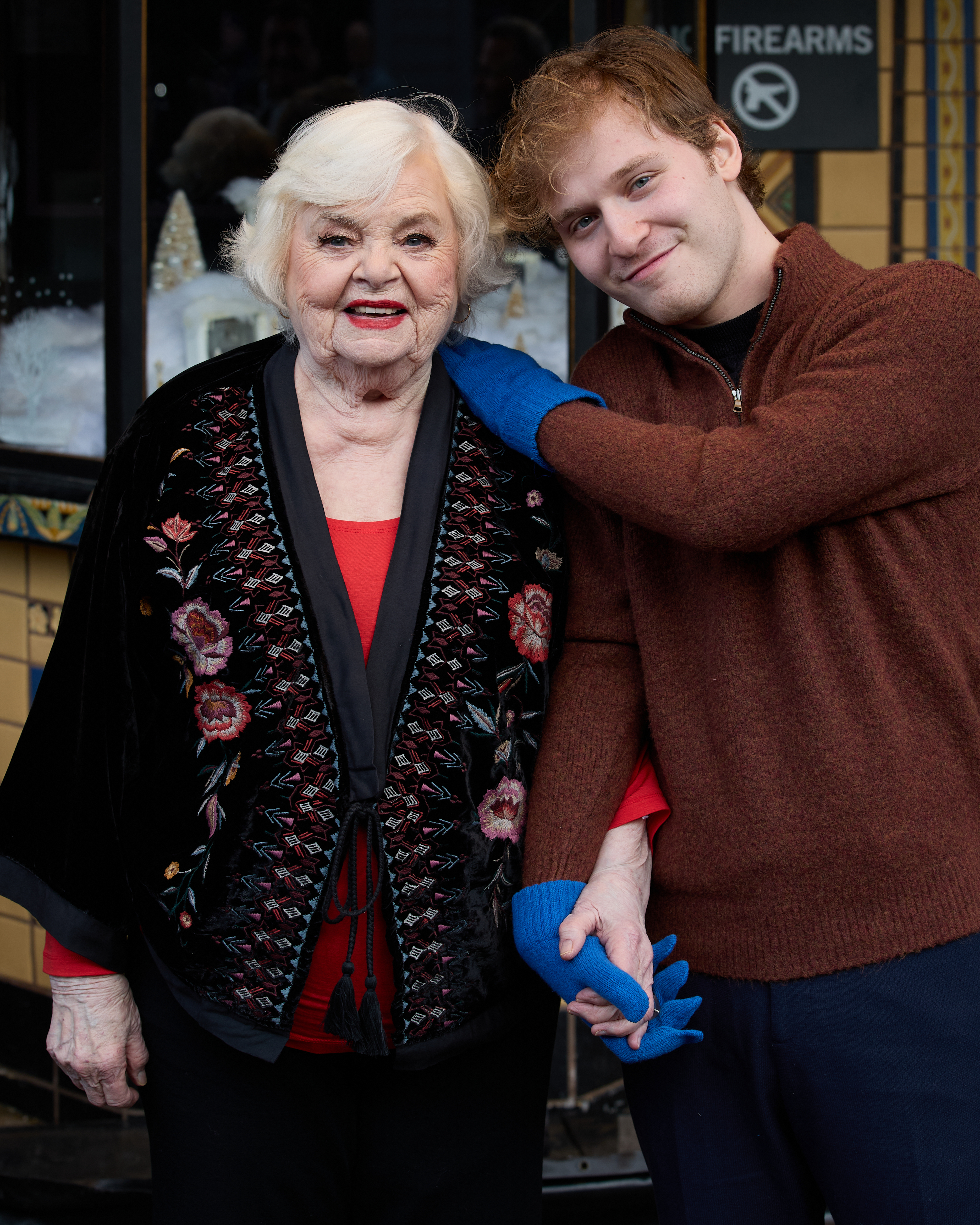
June Squibb spielt in der Titelrolle Thelma Post, Fred Hechinger ihren Enkel Daniel

Regie führte Josh Margolin, der auch das Drehbuch schrieb und den Filmschnitt übernahm. Thelma ist sein Regiedebüt. Als Drehbuchautor war Margolin in der Vergangenheit für Fernsehserien wie New Partner, Cheap Movies und My Boyfriend Is a Robot tätig.
June Squibb spielt in der Titelrolle Thelma Post. Es handelt sich um die erste Hauptrolle der Schauspielerin, die zur Zeit der Dreharbeiten im gleichen Alter wie die von ihr gespielte Figur war. Fred Hechinger spielt ihren Enkel, den arbeits- und orientierungslosen Daniel. Coral Peña ist in der Rolle seiner Freundin zu sehen, die ihre Beziehung auf Eis gelegt hat. Parker Posey und Clark Gregg spielen Daniels Eltern Gail und Alan. Der im Oktober 2023 im Alter von 81 Jahren verstorbene Richard Roundtree ist im Film in seiner letzten Rolle zu sehen. Er spielt Ben, einen Freund von Thelmas verstorbenen Mann, mit dessen Elektrorollstuhl sich beide durch die Stadt bewegen. Bunny Levine spielt Mona, eine alte demente Freundin von Thelma, deren Pistole sie sich ausleihen. In einer weiteren Rolle ist Malcolm McDowell als Harvey zu sehen.
Katharina Lopinski leiht in der deutschen Fassung Squibb in der Rolle von Thelma ihre Stimme. Engelbert von Nordhausen spricht Roundtree in der Rolle von Ben.

### Dreharbeiten und Filmmusik
Die Dreharbeiten fanden in Los Angeles im Stadtteil Brentwood und im San Fernando Valley statt. Ein Teil der Aufnahmen entstand in der früheren Wohnung der Großmutter Margolins, der echten Thelma, die für ihn wie ein zweites Zuhause war. Sie lebte dort bis zu ihrem 99. Lebensjahr, bevor sie zu Margolins Eltern zog. Sie ist auch im Abspann des Films zu sehen. Als Kameramann fungierte David Bolen.
Die Filmmusik komponierte Nick Chuba. Das Soundtrack-Album mit insgesamt 20 Musikstücken wurde am 21. Juni 2024 von Milan Records als Download veröffentlicht.

### Marketing und Veröffentlichung
Die Weltpremiere fand am 18. Januar 2024 beim Sundance Film Festival statt. Der erste Trailer wurde Anfang März 2024 vorgestellt. Am 3. April 2024 eröffnete Thelma das Cleveland International Film Festival. Ebenfalls im April 2024 wurde der Film beim Sarasota Film Festival und beim Miami Film Festival vorgestellt. Am 28. April 2024 wurde er als Abschlussfilm des San Francisco International Film Festivals gezeigt Ende April, Anfang Mai 2024 wurde der Film beim Atlanta Film Festival gezeigt. Am 9. Mai 2024 soll Thelma das Seattle International Film Festival eröffnen. Ebenfalls Anfang Mai 2024 wird er beim Chicago Critics Film Festival gezeigt und im Juni 2024 beim Nantucket Film Festival und beim Sydney Film Festival. Der US-Kinostart erfolgte am 21. Juni 2024. Am 19. Juli 2024 kam Thelma in die Kinos im Vereinigten Königreich. Der Kinostart in Deutschland war am 10. Oktober 2024. Der Deutschschweizer Kinostart ist am 17. Oktober 2024 geplant. Ebenfalls im Oktober 2024 wird Thelma beim Zurich Film Festival gezeigt.

## Rezeption

### Kritiken
Von den bei Rotten Tomatoes aufgeführten Kritiken sind 99 Prozent positiv bei einer durchschnittlichen Bewertung mit 7,7 von 10 möglichen Punkten. Bei Metacritic erhielt der Film einen Metascore von 79 von 100 möglichen Punkten.
Peter Debruge von Variety schreibt, auch wenn man Thelma als einen unkonventionellen Actionfilm bezeichnen könnte, handele es sich aber eigentlich eher um eine Sitcom. Der Film sei weniger eindrucksvoll als Lucky Grandma oder die Filme mit Jane Fonda und Lily Tomlin wie Grandma und Moving On, zeichne sich aber durch einen liebevollen, leicht komödiantischen Ton aus. Letztendlich handelt es sich nicht um ein hochkarätiges Stop! Or My Mom Will Shoot!, sondern eher um eine herzliche Umarmung der von June Squibb gespielten Protagonistin.
Gaby Sikorski, Filmkorrespondentin der Gilde deutscher Filmkunsttheater, schreibt in ihrer Kritik, Josh Margolin habe für sein Kinodebüt mit Squibb die ideale Besetzung für die Hauptrolle gefunden, nicht nur, dass sie die meisten der für alte Leute durchaus wagemutigen Stunts selbst ausgeführt hat, sondern weil sie mit ihrem trockenen Humor und ihrem knorrigen Charme immer den richtigen Ton treffe. Dabei gehe es in der Dramödie mit hohem Wohlfühlfaktor so ganz nebenbei um durchaus ernsthafte Themen, wie das Älterwerden in Würde und um den Kampf gegen die Einsamkeit.
Peter Gray erklärt in seiner Kritik bei theaureview.com, Thelma beschreibe die Tücken des Alterns mit Würde, Anmut und echtem Humor und sei ein Juwel von einem Film, der universellen Anklang finden dürfte. Immer wieder erweise sich Thelma als spannender, komplexer Film, da Margolin technologische Erfindungen einsetzt, um die Situationskomik zu steigern, so wenn er Bluetooth-Hörgeräte als Walkie-Talkies verwendet.

### Auszeichnungen
Artios Awards 2025
- Nominierung für das Beste Casting in einer Studio- oder Independent-Komödie[32]

Astra Film Awards 2024
- Nominierung in der Kategorie Truly Indie Feature[33]

Cleveland International Film Festival 2024
- Auszeichnung im American Independents Competition (Josh Margolin)[34]

Columbus Film Critics Association Awards 2024
- Nominierung als Beste Filmkomödie für den Frank Gabrenya Award
- Nominierung als Bester übersehener Film[35]

Critics’ Choice Movie Awards 2025
- Nominierung als Beste Komödie[36]

Critics’ Choice Super Awards 2025
- Auszeichnung als Beste Schauspielerin in einem Actionfilm (June Squibb)[37]

Hollywood Music in Media Awards 2024
- Nominierung als Beste Filmmusik – Independent-Film (Nick Chuba)[38]

National Board of Review Awards 2024
- Aufnahme in die Top 10 der Independent-Filme[39]

Online Film Critics Society Awards 2025
- Nominierung als Bester Debütfilm (Josh Margolin)[40]

Sarasota Film Festival 2024
- Auszeichnung als Bester Film im Narrative Feature Competition (Josh Margolin)[41]

Satellite Awards 2025
- Nominierung als Beste Komödie/Musical
- Nominierung als Beste Hauptdarstellerin – Komödie/Musical (June Squibb)[42]

Saturn Awards 2025
- Nominierung als Bester Independentfilm
- Nominierung als Beste Hauptdarstellerin (June Squibb)